# GNUMail
GNUMail (auch bekannt als GNUMail.app) ist ein freies E-Mail-Programm. Es ist der offizielle Mail-Client von GNUstep und ist von Mail.app, dem E-Mail-Client von NeXTStep, inspiriert. GNUMail ist plattformunabhängig in Objective-C geschrieben und kann sowohl Cocoa, eine Schnittstelle von Mac OS X, als auch GNUStep zur grafischen Darstellung nutzen.

## Funktionsumfang
- Unterstützte Servertypen: POP3 (auch mit APOP), IMAP und lokale Zustellung.
- Speicherfomate: Maildir und mbox.
- Filterung mit regulären Ausdrücken.
- Darstellung von Threads (Diskussionsfäden) als Grafik, welche der Navigation dient.